# Сова (газета)
«Сова» — иллюстрированная сатирическая газета либерально-буржуазного русофильского направления на Закарпатье.
Основана и редактировалась В. Ф. Кимаком. Выходила со 2 июля 1871 года в Унгваре (Ужгороде) (Австро-Венгрия) два раза в месяц. Материалы в «Сове» печатались на русинском, украинском и русском языках.
В газете освещалось тяжёлое положение Карпатской Руси (Закарпатской Украины), входившей тогда в состав Австро-Венгрии.
Газета выступала против мадьяризации и окатоличивания жителей Закарпатья. В истории журналистики Венгерского королевства это был уникальный случай, когда публицист В. Ф. Кимак систематически нападал с критикой на высшее церковное руководство края.
За свою направленность «Сова» подвергалась преследованиям со стороны церкви и правительства. После выхода первого номера «Совы» епископ добился прекращения публикации газеты в Унгваре. Виктор Кимак продолжил издание в Будапеште, где опубликовал ещё четыре номера, пока еженедельник не запретили. После выхода пятого номера была закрыта.